# Große Neuguinea-Kleinzahnratte
Die Große Neuguinea-Kleinzahnratte oder Östliche Kleinzahnratte (Macruromys major) ist ein Nagetier in der Unterfamilie der Altweltmäuse (Murinae), das auf Neuguinea vorkommt.
Der Artzusatz im wissenschaftlichen Namen ist aus dem lateinischen Wort major (größer) gebildet.

## Merkmale
Wie der deutsche Name andeutet, ist die Art mit einer Kopf-Rumpf-Länge von 225 bis 263 mm, einer Schwanzlänge von 315 bis 340 mm und mit einem Gewicht von etwa 350 g die größere der beiden Arten in der Gattung Neuguinea-Kleinzahnratten. Sie hat 52 bis 60 mm lange Hinterfüße und 13 bis 19 mm lange Ohren. Im äußeren Erscheinungsbild ähnelt dieses Nagetier einer Ratte oder einer Mosaikschwanz-Riesenratte (Gattung Uromys). Abweichend überlappen sich die Schuppen des Schwanzes bei Macruromys major, die drei kurzen Haare pro Schwanzschuppe sind im Prinzip unsichtbar und die hinteren Molaren sind sehr klein. Die Haare des Fells der Oberseite sind gelbschwarz mit den dunkelsten Bereichen auf dem Rücken und am Hinterteil, die so schwarzbraun erscheinen. Auf der Unterseite sind die Haare nahe der Wurzel weiß und im weiteren Verlauf grau, was eine hellgraue Farbe ergibt. Die vorderen zwei Drittel des Schwanzes sind graubraun und die Schwanzspitze ist weiß. Die Kleine Kleinzahnratte (Macruromys elegans) hat dagegen eine hellgelbe Schwanzspitze und das Fell ist weich, anstelle von leicht borstig. Bei Weibchen kommen vier Zitzen vor.

## Verbreitung
Das Verbreitungsgebiet sind Gebirge im Osten von Westneuguinea (Indonesien) sowie in Papua-Neuguinea. Die Art hält sich in Regionen auf, die auf 660 bis 1900 Meter Höhe liegen. Die Große Neuguinea-Kleinzahnratte lebt in tropischen Bergwäldern, wo sie oft auf Lichtungen oder im Umfeld von Bächen und Flüssen angetroffen wird.

## Lebensweise
Aufgrund der langen Vibrissen wird angenommen, dass die Art nachtaktiv ist. Die Große Neuguinea-Kleinzahnratte lebt in unterirdischen Bauen. Alle bekannten Exemplare wurden auf dem Boden gefangen. Weitere Informationen zum Verhalten liegen nicht vor.

## Gefährdung
Die Art ist allgemein selten und deutliche Rückgänge des Bestandes sind schwer festzustellen. Überjagung zur Fleischgewinnung führen in bestimmten Regionen zu einer verstärkten Seltenheit. Fossilfunde lassen jedoch vermuten, dass die Große Neuguinea-Kleinzahnratte mehrere Populationsschwankungen überstanden hat. Der Gesamtbestand wird als stabil betrachtet. Die IUCN listet die Art als nicht gefährdet (Least Concern).